# F5 (プロレス技)

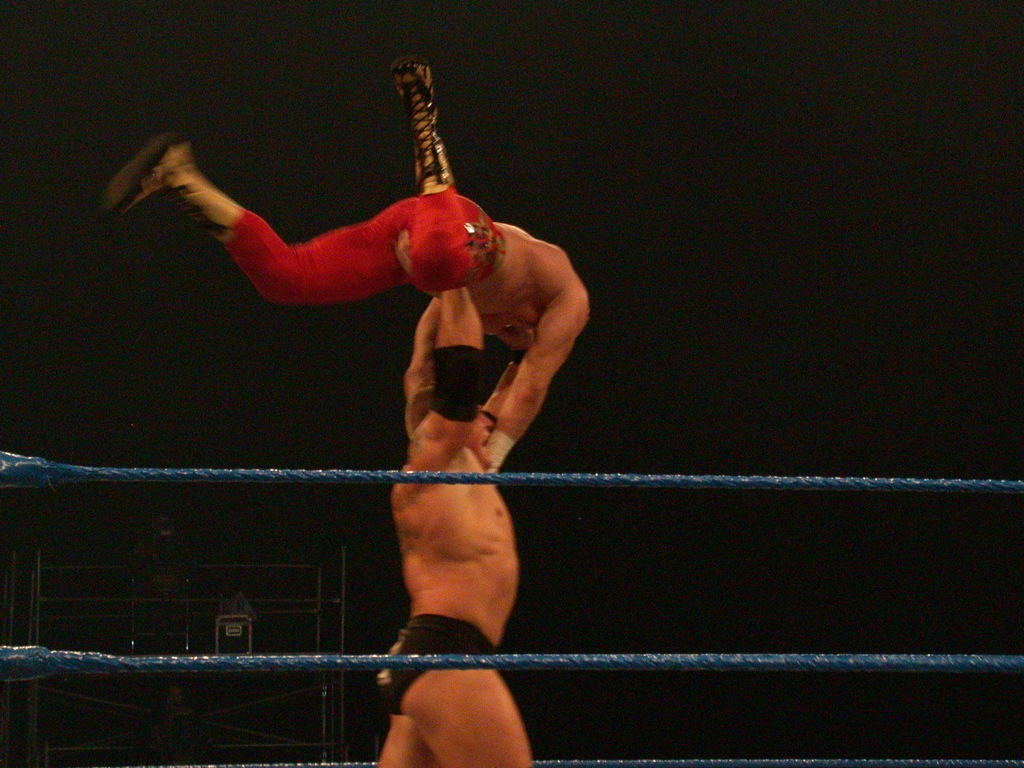
ブロック・レスナーによるF5。

F5（エフファイブ）は、プロレス技の一種である。

## 概要
ブロック・レスナーのオリジナル技。相手をファイヤーマンズキャリーで持ち上げ、旋回させつつそのまま相手をうつ伏せの形でマットに落とす技である。相手を落とす際に、自らも倒れ込みながら相手の頭をマットに押し付けるため、フェイスバスターとしてのダメージも大きい。プロレス技の中でも受身の難しい技である。場外で相手を旋回させて、その勢いでコーナーポストなどの鉄柱に相手の足をぶつけるバリエーションもある。
技名は竜巻の威力を示す階級（藤田スケール）からでF5の竜巻は建造物、車、樹木も吹き飛ばす程の壊滅的な被害をもたらす規模が由来。
F5に対する返し技は多彩でエディ・ゲレロ、ロブ・ヴァン・ダム、カート・アングルにはスイングDDTで返されたことがある。
OVW時代はジャッカル・イン・イモーションの名称で使用していた。WWE以外のプロレス団体では「F5」の商標がWWEに保持されているため、名前を使用できず、バーディクト（Verdict：英語で「評決」という意味）と呼ばれている。ただし、レスナー以外のレスラーが使用した場合は「F5」と呼称されることがある。テレビゲーム『エキサイティングプロレス』シリーズ、一部のゲームではサイクロン（Cyclone）の名称で収録されている。

## 主な使用者
- ブロック・レスナー
- 竹村豪氏 - M9の名称で使用。
- 秀吉 - 奈落の名称で使用。
- マッスル坂井 - バーディクトの名称で使用。
- トランザム★リュウイチ - Perfect Fiveの名称で使用。
- メーガン・ベーン
- ボルチン・オレッグ - バーディクトの名称で使用。

## 派生技
DOI555（ドイファイズ）
土井成樹のオリジナル技。ファイヤーマンズキャリーの体勢から開脚して尻餅をつきながら前方に落とす変型のF5。
ここ一番では雪崩式やリング外へ投げ落とす形、相手の顔面に膝を突き立てるバージョンも繰り出す。この技からバカタレ・スライディングキックに繋ぐのが土井の必勝パターン。
F10
ウォードローのオリジナル技。ファイヤーマンズキャリーで相手を両肩に担ぎ、その場で横回転しながら勢いよく相手を放り投げて、相手は顔面からマットに叩きつける回転数多めの変形F5。